# Obwód Nowogródek Armii Krajowej
Obwód Nowogródek – jednostka terytorialna Związku Walki Zbrojnej, a następnie Armii Krajowej. 
Operowała na terenie powiatu nowogródzkiego. Nosiła kryptonim „Stawy”.
W 1944 podlegał bezpośrednio komendzie Okręgu Nowogródek.
Obwód Nowogródek wchodził wraz z Obwodem Stołpce w skład Inspektoratu Rejonowego Środkowego Okręgu Nowogródek.
Komendantem Obwodu był Ludwik Nienartowski ps. „Miedzianka”.